# Marie Göranzon

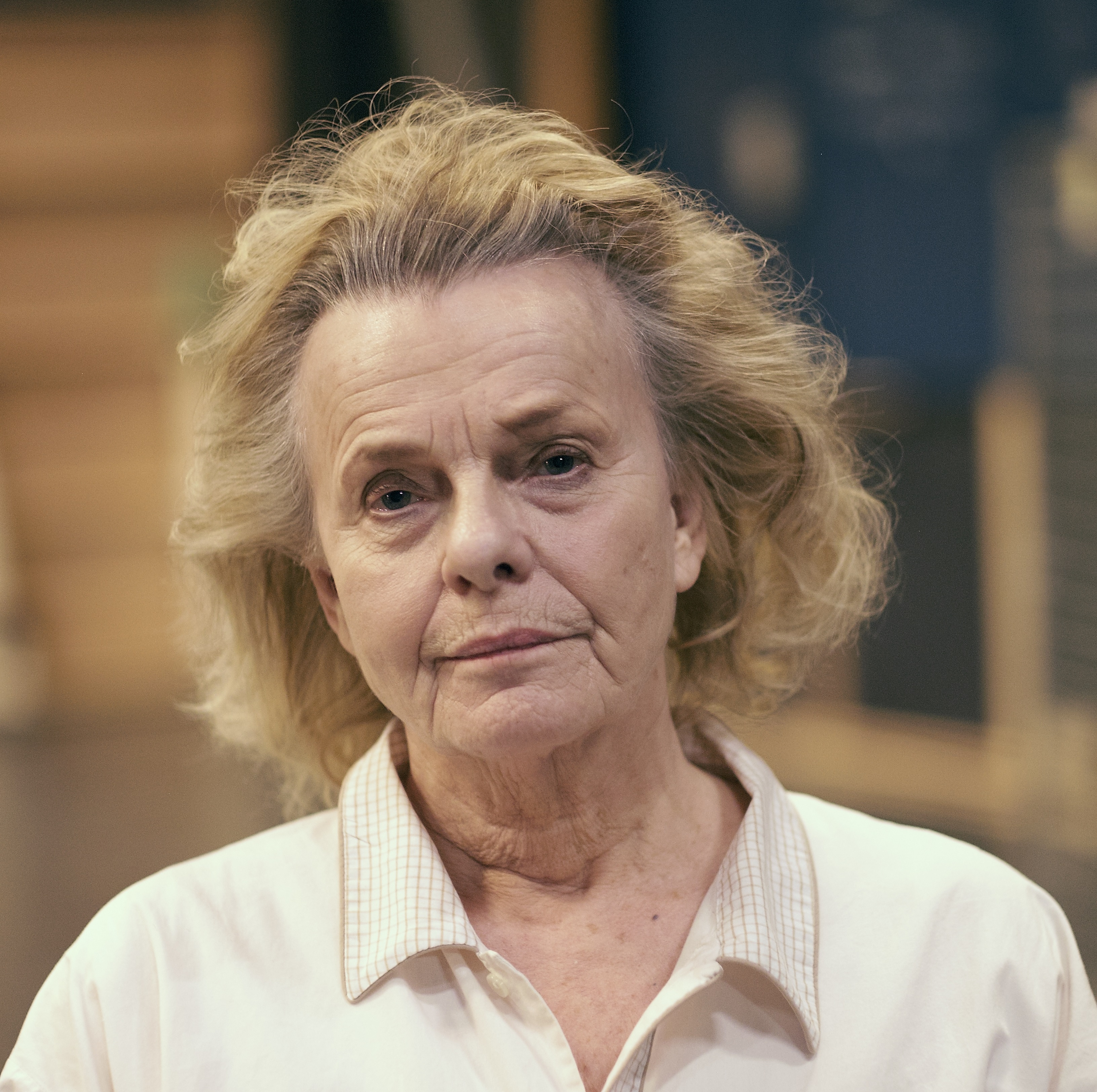
Marie Göranzon (2016)

Britt-Marie Elisabeth Göranzon Malmsjö (* 27. Oktober 1942 in Linköping) ist eine schwedische Schauspielerin.

## Leben
Marie Göranzon gehört seit 1967 zum Ensemble des Kungliga Dramatiska Teatern, dem schwedischen Nationaltheater in Stockholm. Ihre Schauspielausbildung erhielt sie zwischen 1964 und 1967 an der einstigen hausinternen Schauspielschule des Theaters, der Dramatens elevskola.
In Deutschland wurde sie in der Rolle der stellvertretenden Polizeipräsidentin Margareta Oberg in der schwedisch-deutschen Fernsehserie Kommissar Beck – Die neuen Fälle einem breiten Publikum bekannt.
Marie Göranzon ist mit dem Schauspieler Jan Malmsjö verheiratet. Sie war zuvor mit dem Schauspieler und Regisseur Lars Amble verheiratet.

## Filmografie (Auswahl)
- 1962: Aller Nächte Sehnsucht (Kort är sommaren)
- 1967: Ich – seine Geliebte (Bränt barn)
- 1967: Ich bin neugierig (gelb) (Jag är nyfiken – en film i gult)
- 1968: Ich bin neugierig (blau) (Jag är nyfiken – en film i blått)
- 1981: Wer gewinnt das Rennen? (Göta kanal eller Vem drog ur proppen?)
- 1991: Den goda viljan (Fernsehmehrteiler)
- 1992: Die besten Absichten (Den goda viljan)
- 1992: Tödliches Verlangen (Svart Lucia)
- 1995: Bert, die letzte Jungfrau (Bert - Den siste oskulden)
- 2000: Håkan Nesser – Das grobmaschige Netz (Det grovmaskiga nätet)
- 2001: Alla älskar Alice
- 2003: Verschwörung im Berlin-Express (Skenbart – en film om tåg)
- 2004: Dag och natt
- 2005: Die beste Mutter (Äideistä parhain)
- 2005: Mun mot mun
- 2006: Kommissar Beck: Zerschlagene Träume (Skarpt läge)
- 2007: Hoppet – Der große Sprung ins Glück (Hoppet)
- 2019–2020: Eine Hochzeit mit Folgen (Bröllop, begravning och dop, Fernsehserie)
- 2020: Die Jönsson Bande (Se upp för Jönssonligan)

## Auszeichnungen (Auswahl)
- Guldbagge
  - 2002: Nominierung als Beste Nebendarstellerin für Alla älskar Alice